# فتحي غانم
فتحى غانم (24 مارس 1924 - 24 فبراير 1999)، أديب مصري. 

## حياته
ولد بالقاهرة لأسرة بسيطة، وتخرج في كلية الحقوق جامعة فؤاد الأول (القاهرة حاليا) عام 1944، وعمل بالصحافة في مؤسسة روزاليوسف، ثم انتقل إلى جريدة الجمهورية أو مؤسسة دار التحرير رئيسًا لمجلس الإدارة والتحرير، ثم عاد مرة أخرى إلى روزاليوسف حتى وفاته عام 1999 عن خمسة وسبعين عامًا.

## مؤلفاته
من أهم رواياته:
- زينب والعرش
- الرجل الذي فقد ظله
- الأفيال

## روابط خارجية
- فتحي غانم على موقع IMDb (الإنجليزية)